# John D. Boon
John Daniel Boon (* 8. Januar 1817 in Athens, Ohio; † 17. Juli 1864 in Salem, Oregon) war ein US-amerikanischer Händler und Politiker (Demokratische Partei). Er war zweimal Treasurer vom Oregon-Territorium und der erste Treasurer of State von Oregon.

## Frühe Jahre
John Daniel Boon wurde in Athens (Ohio) geboren und wuchs dort auf. Über seine Jugendjahre ist nichts bekannt. Die Wirtschaftskrise von 1837 überschattet die Folgejahre. Er war Mitglied der Baptistenkirche, trat dann aber 1842 der Wesleyan-Glaubensgemeinschaft in der Methodistenkirche bei und wurde dort Pfarrer. Er heiratete Martha J. Hawkins. Das Paar bekam sieben Kinder. 1845 zog die Familie nach Oregon Country und ließ sich im Willamette Valley nieder. Er betrieb im Oregon-Territorium eine Farm und arbeitete für das Sägewerk von Lewis H. Judson (früher das Sägewerk der Methodisten-Mission) bevor er ein Gemischtwarenhandlung in Salem (Oregon) eröffnete. Als Pfarrer führte er 1845 die Trauung bei dem späteren US-Senator James W. Nesmith und Pauline Goff durch.

## Politische Laufbahn
1846 saß er für das Polk County in der Provisional Legislature of Oregon. Seine Amtszeit war vom Mexikanisch-Amerikanischen Krieg überschattet. Während er in Rickreall (Oregon) lebte, predigte er gelegentlich am Jefferson Institute, einer früheren Schule und einem Versammlungsort. Boon wurde 1851 durch die Oregon Territorial Legislature zum Territorial-Treasurer gewählt. Er bekleidete den Posten vom 16. Dezember 1851 bis zum 1. März 1855. Seine Nachfolge trat dann Nathaniel H. Lane an. In der Folgezeit wurde Boon erneut zum Territorial-Treasurer vom Oregon-Territorium gewählt. Er bekleidete den Posten dann vom 10. Januar 1856 bis zum 3. März 1859. Während seiner Amtszeit wurde Oregon als 33. Bundesstaat in die Union aufgenommen. Daraufhin wurde er bei den Wahlen im Jahr 1858 zum Treasurer of State von Oregon gewählt. Boon trat seinen Posten am 3. März 1859 an und bekleidete diesen bis zum 8. September 1862. Er leitete die Treasury von seiner Gemischtwarenhandlung aus, welche als Boon’s Island bekannt war. Seine Amtszeit war vom Bürgerkrieg überschattet.

## Späte Jahren

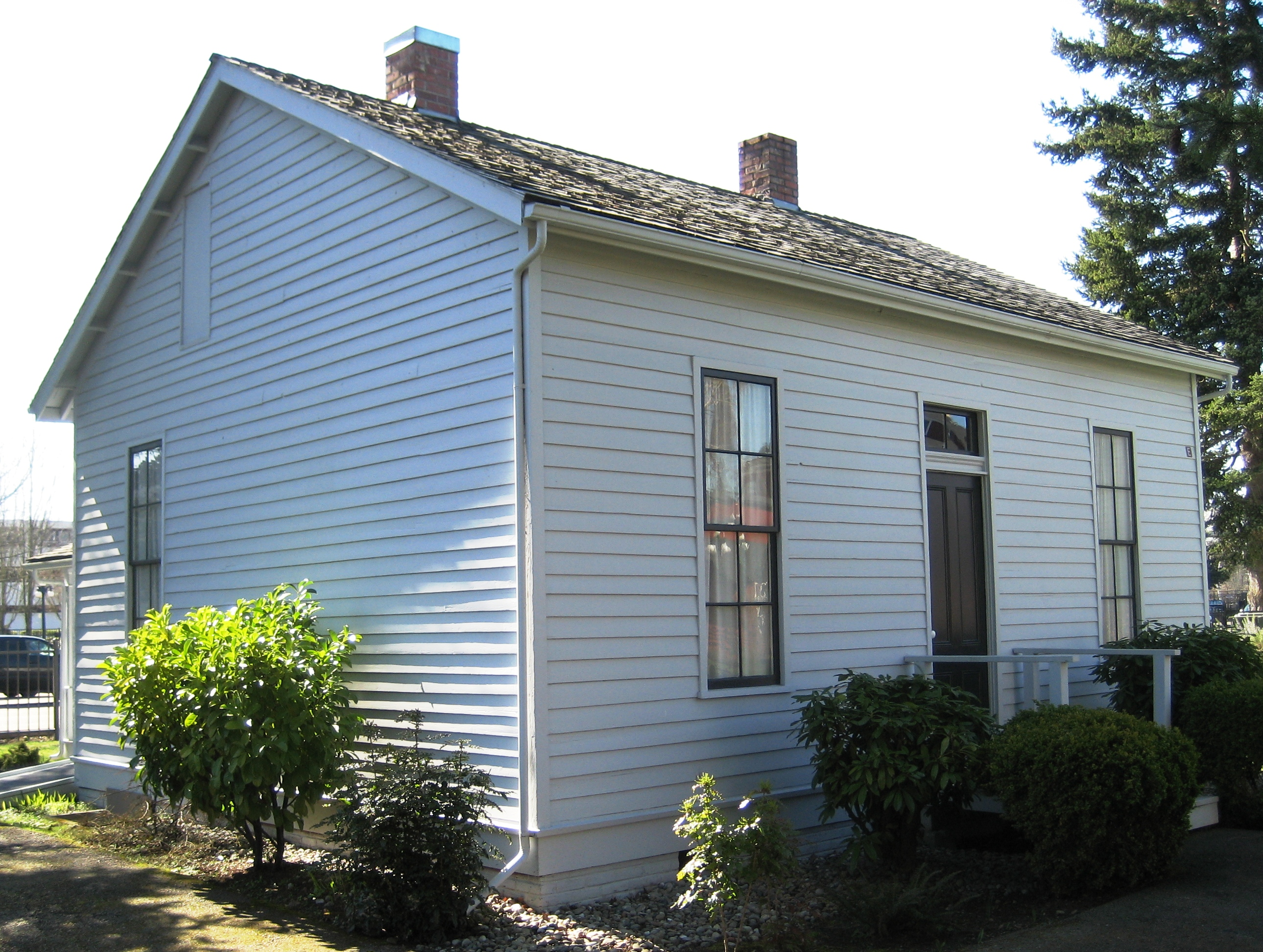
John D. Boon House

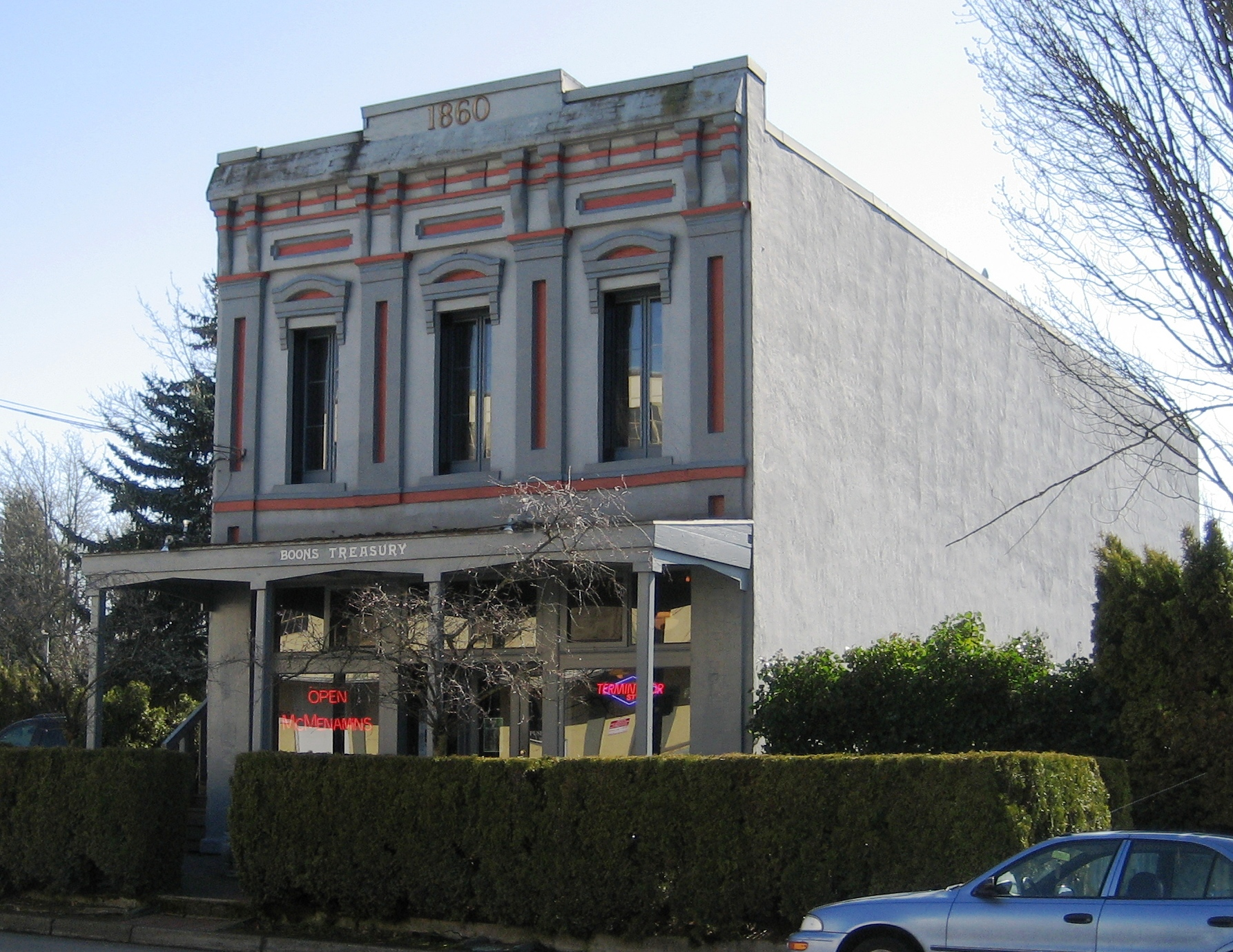
Boon Brick Store betrieben als Boon's Treasury

Boon war an verschiedenen Unternehmen beteiligt, einschließlich Transport- und Telegrafenunternehmen, wo er auch als Schatzmeister diente. In diesem Zusammenhang half er 1856 bei der Gründung der Woolen Mill Company in Salem (Oregon), wo als Schatzmeister tätig war. Zu den Mitgründern zählten George H. Williams, La Fayette Grover und Joseph G. Wilson. Während seiner Amtszeit, 1860, erbaute er ein neues Backsteingebäude für seine Gemischtwarenhandlung, dem ersten Backsteingebäude in diesem Teil von Salem. Das Gebäude ist heute eine McMenamins Brewpub, besser bekannt als Boon's Treasury. Die Gemischtwarenhandlung und sein früheres Haus, John D. Boon House, wurden in das National Register of Historic Places aufgenommen.
Nach dem Ende seiner Amtszeit ging er Vollzeit seinen Handelsgeschäften nach. Sein Sohn, John L. Boone, kämpfte im Bürgerkrieg und wurde später State Senator in Kalifornien. John D. Boon verstarb 1864, im Alter von 47 Jahren, und wurde dann auf dem Salem Pioneer Cemetery beigesetzt. Nach seinem Tod wurde der Familienname von seinen Kindern gelegentlich Boone geschrieben.